# Tripp Trapp
Tripp Trapp (abbreviazione di Tripp-trapp-stolen) è un modello ergonomico di seggiolone per bambini, sviluppato dal designer di arredamento Peter Opsvik (n. 1939), prodotto e commercializzato dalla norvegese Stokke AS.
Lanciato nel 1972, nel corso del tempo è diventato uno dei prodotti simbolo della fabbrica norvegese, insieme alla sedia ergonomica Balans, progettata dallo stesso Peter Opsvik in collaborazione con Hans Christian Mengshoel. Il suo aspetto minimale e austero, con il legno di faggio al naturale visibile sotto una vernice trasparente e l'aggiunta di pochi ed essenziali dettagli metallici, obbedisce ai dettami stilistici di sobrietà del design scandinavo: il seggiolone è stato reso disponibile anche in altre colorazioni, comprese tinte opache in colori vivaci o pastello. Il design essenziale e "iperfunzionale" è stato premiato da diversi riconoscimenti e ha fatto del seggiolone un vero e proprio pezzo da museo, oggetto, peraltro, di innumerevoli imitazioni.

## Storia
L'ispirazione per il progetto venne a Peter Opsvik nel 1972 dall'osservazione di quanto suo figlio Tor trovasse scomodo pranzare al tavolo dei genitori sedendo su una sedia da adulti, che lo lasciava con i piedi ciondolanti e non permetteva alle braccia di raggiungere agevolmente il piano del tavolo. Il disegno di Tripp Trapp nacque proprio dal desiderio di progettare un seggiolone che permettesse al bambino di mangiare comodamente allo stesso tavolo degli adulti.
In seguito, Opsvik lo rese adattabile alla crescita corporea del bambino
Tripp Trapp non ebbe immediato successo: a far scattare l'interesse fu un servizio informativo mandato in onda dalla televisione norvegese nel 1974. Da allora, il prodotto si è guadagnato spazio su molti mercati mondiali, fino a raggiungere un volume di vendita, dichiarato dall'azienda, di oltre 6 milioni di pezzi negli anni 2000.
Nel corso della sua storia commerciale, l'idea di fondo di Tripp Trapp e il design inconfondibile dell'oggetto sono stati oggetto di numerose imitazioni.

## Caratteristiche
L'oggetto si presenta come un seggiolone in legno di faggio dalla forma non convenzionale: ha un piano per seduta e un piano di appoggio per i piedi, entrambi in multistrato, che sono inseriti in scanalature lungo i montanti, in modo da essere regolabili in profondità: le scanalature si ripetono in altezza a intervalli regolari, in modo da permetterne anche la regolazione in altezza per garantire la giusta altezza rispetto al tavolo. Questo permette al bambino una seduta sicura e una posizione corretta, consentendogli di sedere allo stesso tavolo degli adulti e di partecipare alle attività sociali e alle conversazioni che si svolgono durante il consumo dei pasti. Il tema della socialità conviviale tra adulti e bambini seduti a uno stesso tavolo è uno dei motivi cardine del successo avuto in molti paesi, almeno quelli in cui si conserva ancora l'abitudine tradizionale di mangiare (o sedere) a tavola insieme ai più piccoli. Parallelamente, l'insuccesso commerciale registrato in altri paesi, come la Francia, si è rivelato essere determinato dalla desuetudine di tali abitudini sociali, essendo da tempo, i genitori francesi, abituati a far mangiare i bambini in momenti separati. In tal caso, il motivo della socialità ha fornito lo spunto per un marketing orientato, divenendo ingrediente principale e leitmotiv di campagne pubblicitarie tendenti a sensibilizzare e a "rieducare" le famiglie francesi facendo leva proprio sulla positività delle consuetudini perdute.
Il seggiolone è anche provvisto di una "cintura" di contenimento rimovibile (in plastica o in legno curvato e cuoio) per i bambini più piccoli ancora privi di autonomia e può essere dotato di imbottiture e cuscini.
Il sistema costruttivo adottato rende possibile adattarne la geometria e le proporzioni alle dimensioni del bambino in crescita, fino a trasformarsi in una sedia adatta alla seduta per adulti, se opportunamente regolata e privata del poggiapiedi. Inoltre, l'area della base di appoggio e la geometria dei montanti e dei piani, sono progettate in modo da permettere al bambino di salirvi in maniera sicura, come se si trattasse di una scala, senza rischi di instabilità o di ribaltamento.